# تريفور فينيغان
تريفور فينيغان (بالإنجليزية: Trevor Finnigan)‏ هو لاعب كرة قدم ومدرب كرة قدم بريطاني في مركز الهجوم، ولد في 14 أكتوبر 1952 في Bedlington ‏ في المملكة المتحدة. شارك مع منتخب إنجلترا لكرة القدم C ‏. أما مع النوادي، فقد لعب مع نادي إيفرتون ونادي بلاكبول ونادي بورنموث ونادي رانكورن هالتون ونادي ويموث ويوفل تاون.